# Ululodes banksi
Ululodes banksi is een insect uit de familie van de vlinderhaften (Ascalaphidae), die tot de orde netvleugeligen (Neuroptera) behoort. 
Ululodes banksi is voor het eerst wetenschappelijk beschreven door Van der Weele in 1909.